# Rolo-de-carne

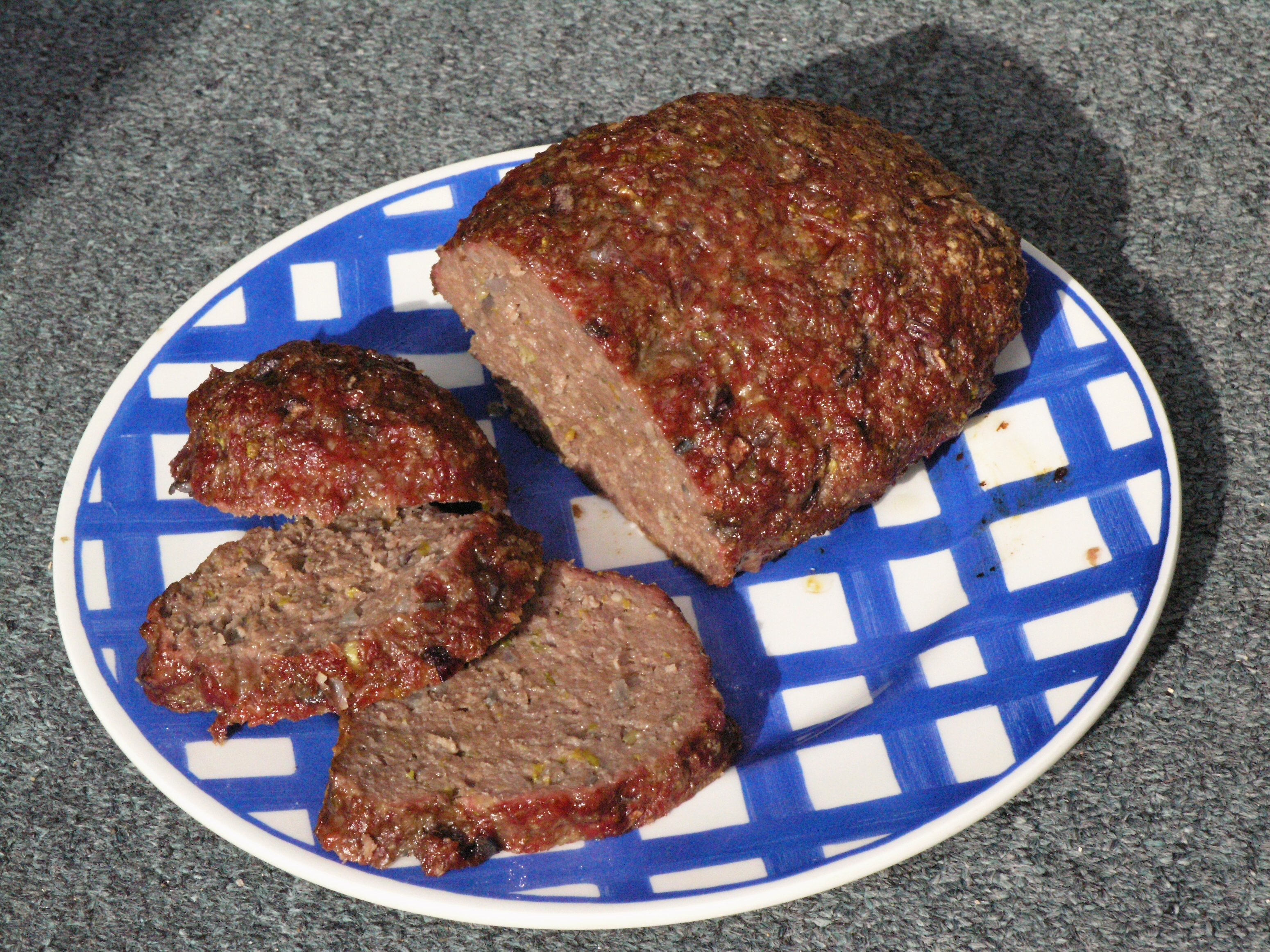
Rolo de carne

Rolo-de-carne é uma preparação da culinária popular em muitos países de várias regiões do mundo e consiste em carne moída misturada com ovos ou algum farináceo que permita transformar a mistura na forma de um rolo, que normalmente é assado no forno. Por vezes, a mistura de carne e farináceos é recheada, antes de ser tendida na forma de rolo, com ovos cozidos, queijo, ou outros ingredientes. As carnes podem ser de vaca ou porco, muitas vezes misturadas, a que se acrescenta toucinho ou bacon, ou ainda enchidos também moídos.
Existe ainda outro tipo de rolos de carne que não são feitos com carne moída, mas com bifes, peitos de galinha ou peças de carne cortadas finas, que se recheiam e se cozinham no forno. Na culinária da Itália encontram-se o “rotolo”, os “involtini” e os “rollatine”. No Brasil e em Portugal fazem-se bifes enrolados sobre algum recheio. Outra variante é a perna de borrego desossada e recheada, que deu origem, por exemplo, ao “colonial goose” da Nova Zelânda.
O rolo de carne não se deve confundir com a bola de carne, uma iguaria típica da culinária de Portugal, que é um verdadeiro pão-de-carne, mas totalmente diferente das preparações que, em francês ou inglês, são chamadas respetivamente “pain-de-viande” e “meat-loaf”.
Abaixo os nomes locais e alguma informação sobre os rolos de carne típicos de vários países.

## Alemanha e Suíça

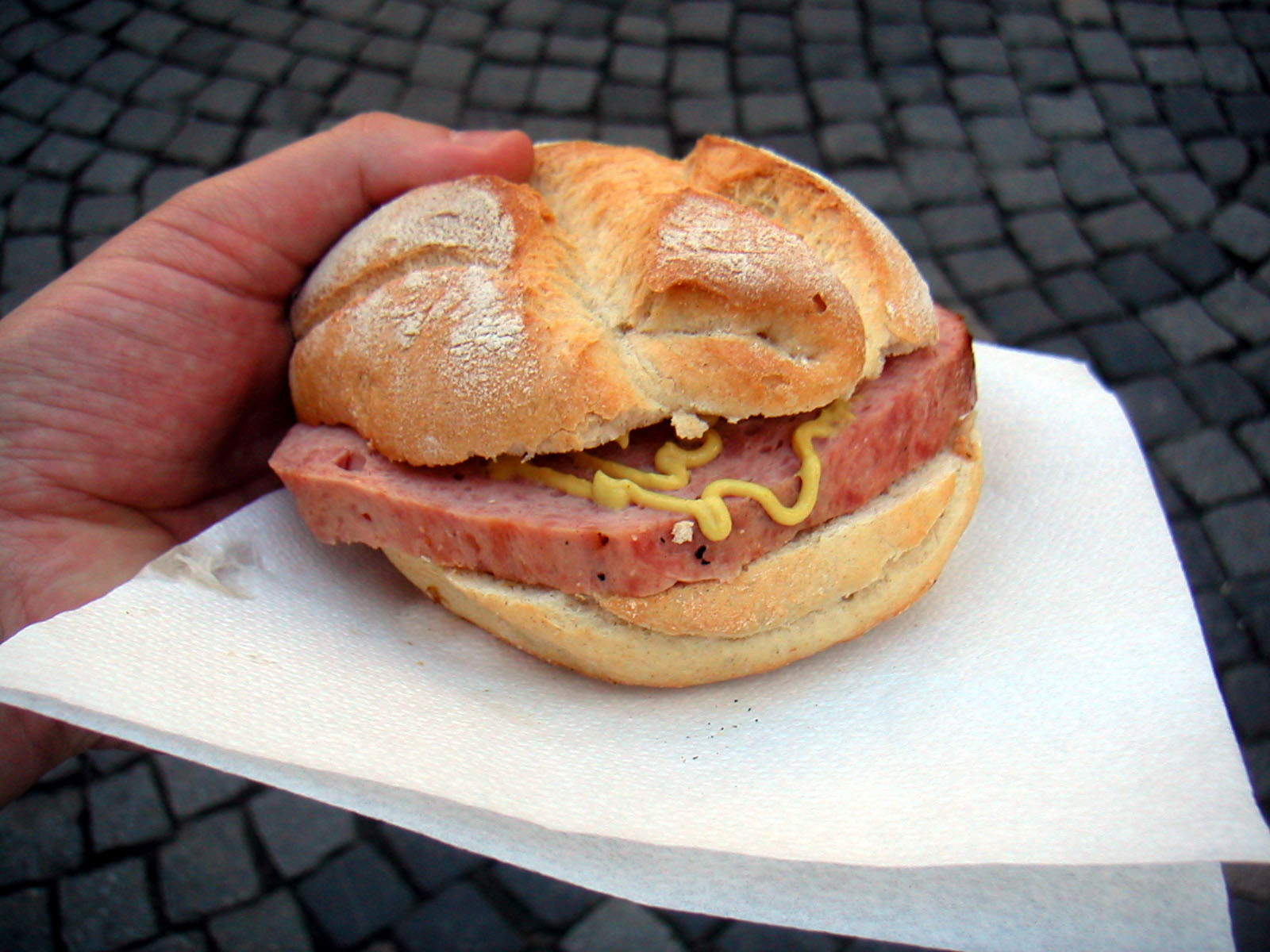
Leberkäse em vianinha

“Hackbraten” é um rolo de carne simples, apenas com um tipo de carne, ligada com ovos, cebola, pão fresco demolhado ou salteado, pão ralado, ou ainda papa de aveia, assado com fatias de bacon e, por vezes, ketchup; normalmente é servido com puré ou salada de batata, ervilhas ou pierogi.
"Leberkäse" é outro tipo de rolo de carne muito popular, originário da Baviera, onde tem denominação de origem protegida. É frequentemente servido dentro duma vianinha (pão austríaco) ao lanche do meio da manhã. É preparado com uma mistura de carne de vaca e de porco, incluindo toucinho, tudo amalgamado com água e condimentos e assado no forno, numa forma de pão. 

## Argélia
Apesar de não terem a preparação tradicional dos rolos-de-carne estes “boureks” de carne moída e assados no forno, podem considerar-se uma variante desta categoria. A carne moída (borrego ou vaca) é salteada em óleo com sal, pimenta e canela, até ficar cozinhada; juntam-se ovos batidos e salsa picada, mexe-se e retira-se do fogo. Este recheio é colocado em folhas de “brick” coberto com uma fatia de queijo e, depois de formados os “boureks” (enrolados como rolinhos primavera), colocam-se num tabuleiro do forno untado, pincelam-se com manteiga derretida e cozem até ficarem dourados. Servem-se com limão partido em quartos.

## Áustria
“Faschierter Braten” (“assado recheado”) é um prato típico da culinária da Áustria; no entanto, esta receita da Austrália pode afastar-se um pouco da preparação tradicional. Faz-se uma polenta com farinha de milho e caldo de carne, junta-se a carne de vaca moída, ovos batidos e um refogado leve de cebola, alho e raspa de casca de limão, molho Worcestershire, mostarda, sementes de endro, sal e pimenta moída, coloca-se a mistura numa forma, cobre-se com fatias de bacon ou de barriga de porco (“rashers”) e pistácios. Coze no forno até ficar dourado, corta-se em fatias depois de tépido e serve-se com salada de pepino temperada com vinagre balsâmico, endro e pimenta (o pepino ralado deve ter estado a marinar em sal até libertar o excesso de líquido).

## Bélgica, Canadá, França
Nestes países de língua francesa (o Québec, no Canadá), o rolo de carne é chamado “pain de viande” (pão-de-carne). Uma receita do Québec é típica da culinária moderna da América do Norte, juntando a carne de vaca moída com bolachas-de-água-e-sal (“crackers”) desfeitas, cebola cortada em pedaços, ovos batidos e meia lata de sopa de cogumelos (alguns revisores usaram sopa de cebola); a mistura é tendida na forma de um pão e assada no forno. No fim, dissolve-se o molho que a preparação largou, junta-se o resto da sopa de cogumelos e faz-se um creme para cobrir o “pão”.

## Cozinha judaica
“Kops” é o bolo de carne feita à maneira “kosher”; na receita encontrada, a “carne magra” é misturada com pão francês, ovos, cebola e alho, e recheada com ovos cozidos antes de assar no forno.

## Dinamarca
“Farsbrød”

## Estados Unidos
Neste país, o rolo de carne é conhecido como “meatloaf” (“pão-de-carne”) e tornou-se popular durante a Grande Depressão, e novamente durante a Segunda Guerra Mundial, quando o abastecimento em produtos alimentares era escasso. O “Boston Cooking School Cookbook” de 1884 inclui receitas de rolinhos individuais de carne misturada com pão ralado e ovos; esta novidade pode estar relacionada com a divulgação da máquina doméstica de moer carne. No entanto, a preparação pode ser ainda mais antiga: James E. McWilliams, professor de história na Universidade do Estado do Texas, publicou ”A Revolution in Eating, How the Quest for Food Shaped America”, onde afirmou que o meatloaf pode ser originário do “scrapple”, uma mistura de carne de porco moída e farinha de milho desenvolvida pelos colonos alemães da Pensilvânia (ver a receita de “Faschierter Braten” da Áustria, acima). Andrew Smith, editor-chefe do “Oxford Encyclopedia of American Food and Drink”, no entanto, anuncia que esta iguaria deixou de ser uma comida humilde, para se tornar num prato que se pode encontrar em restaurantes.
Para além da receita básica, existem muitas receitas da culinária sulista, empregando diferentes temperos ou acompanhamentos.

## Filipinas
“Embotido”, “embutido” ou ainda “imbutido” é a versão filipina do rolo-de-carne; tipicamente feito com carne de porco moída, ligada com ovos inteiros e pão ralado, aromatizada com molho de tomate, queijo ralado, pimentos, cenoura, cebola e pepino em picles, cortados finamente, passas de uva, sal e pimenta; recheado com ovos cozidos e salsichas (vienna ou hotdog) cortadas longitudinalmente e cozido no vapor dentro da folha de alumínio que ajudou a formar o rolo. Serve-se frio, acompanhado com ketchup-de-banana (molho agridoce e picante).

## Finlândia
“Lihamureke” – a receita inclui alguns condimentos que não são típicos do norte da Europa, como ketchup picante, raiz-forte e mostarda, mas a preparação não difere muito da dos países vizinhos, com o rolo assado no forno, depois de coberto com fatias de bacon; a diferença está mais nos acompanhamentos: couve-de-bruxelas cozida e “omenamuusi”, puré de batata com maçã.

## Grécia
“Rolo” (Ρολό) – aqui a grande diferença são os condimentos, típicos do Levante: amêndoas moídas (substituindo o pão), funcho (bolbo e folhas) finamente cortado, sumo e raspa de limão, alho e hortelã, finamente picados; assado no forno e servido com um molho de pepino em iogurte, com alho e sumo de limão. As carnes também podem variar, desde peru na receita anterior, a uma mistura de carne de vaca e borrego, além de que a adição de queijo e tomate também é típica desta culinária.

## Hungria e Bulgária
Nestes dois países, o rolo-de-carne é conhecido como “Stefánia szelet” ou “Rulo stefani”, supostamente porque esta receita foi introduzida por Stéphanie, uma princesa belga, que se teria casado com um nobre local. A carne moída é misturada com um refogado de cebola com bacon cortado em cubos e temperada com páprica, manjerona, cebolinho, salsa, sal e pimenta, depois é tendida na forma dum pão, mas recheado com ovos cozidos, envolvido em folha de alumínio e cozida no forno, mas abrindo o alumínio no final, para deixar dourar a superfície. É servida com uma salada de batata com maionese e cebola picada.

## Índia
Esta torta de carne também não tem o formato típico dum rolo-de-carne e é cozida no forno envolvida por ovos batidos. Começa por se cobrir o fundo duma forma untada com ovos batidos, depois coloca-se a mistura de carne moída, temperada com gengibre, alho, pimenta-malagueta, cebola picada, açafrão-indiano, coentro fresco bem moído, tudo misturado com ovos batidos e batatas raladas. Coloca-se esta mistura no forno e deixa-se cozer; no fim, cobre-se a torta com mais ovos batidos com cebola picada e temperada e volta ao forno até ficar dourada. Serve-se sobre folhas de alface, ornamentada com rodelas de limão.

## Itália
“Polpettone” – normalmente recheado, com queijo, pimentão, espinafres, presunto ou outro “salume” italiano, e acompanhado com batatas também assadas no forno.

## Macedónia
“Rolat”

## Mongolia
хучмал (khoochmal)

## Reino Unido
“Haslet” ou “acelet” (da língua francesa antiga, com o significado de fressura) é um rolo de carne de porco típico do condado de Lincolnshire, temperado basicamente com cebola picada, sálvia, sal e pimenta e assado no forno, numa forma de pão.

## Chéquia, Eslováquia, Eslovénia
“Sekaná” ou “sekanice”, que significa “picado”, ou ainda “polnina”, é uma iguaria feita tradicionalmente na Páscoa; muitas vezes, as carnes são picadas à mão, em pequenos pedaços, em vez de moídas; a preparação não difere da versão alemã.

## Roménia
“Drob” ou “drob de miel in prapure” é um rolo feito com fressuras de borrego (coração, pulmões, rins, abertos e esfregados com vinagre, e fígado) que são primeiro cozidas em água e sal, depois moídas, salteadas com cebola e misturadas com erva aromática|ervas aromáticas, nata (ou farinha de trigo) e ovos batidos; a mistura é tradicionalmente enrolada em mesentério – o “prapure” – (modernamente em massa folhada) e o rolo assado no forno. Também é tradicional rechear o rolo com ovos cozidos.

## Tunísia
O “pain de viande de la médina” ou “olho d’espanhola” é a versão tunisina do rolo-de-carne. Mistura-se a carne de vaca moída com cebola, salsa e coentro fresco picados, alho amassado, açafrão-indiano, gengibre, alcaravia, manjerona, sal e pimenta; juntar ovos batidos e mexer bem. Formar um “pão”, que se coloca num prato de forno bem untado; abre-se uma cova ao longo do pão para colocar ovos cozidos; fecha-se e pincela-se com ovo batido. Cobre-se com folha de alumínio e coze em forno brando.

## Vietname
Chả lụa (dialeto do sul do Vietname) ou “giò lụa” (dialeto do norte) é  uma salsicha ou salame de carne de porco ligada com um amido, temperada com vários condimentos, enrolada em folhas de bananeira e cozida no vapor. Numa receita, a carne moída é misturada com molho de peixe, açúcar, sal, pimenta moída, chalota e alho picados e tapioca dissolvida em água gelada a que se adiciona fermento. Coloca-se esta mistura no congelador (mas sem deixar congelar) ou na geleira durante a noite; isto ajuda a carne a ligar. A seguir, a mistura é processada num liquidificador até se transformar numa pasta lisa e, depois de tirar do processador, junta-se pimenta em grão e coloca-se de novo na geleira até ao momento de ser enrolada. Sobrepõem-se três folhas de bananeira de forma que o rolo fique bem fechado, coloca-se a mistura de carne, enrola-se firmemente e, no fim, dobram-se as pontas das folhas para dentro do rolo; amarra-se com fio de cozinha e colocam-se os rolos na vaporeira até cozer o recheio. Para servir, retiram-se as folhas de bananeira; rolos pequenos (doses individuais) podem ser comidos como acepipes sem outro tratamento, ou podem ser fritos até ficarem com uma crosta dourada; rolos grandes são geralmente servidos em fatias, acompanhados de bolos de arroz, “banh mi” (baguetes vietnamitas), “bánh cuốn” (crepes vietnamitas) ou com spaghetti vietnamita.